# Trophée des champions de la Ligue professionnelle argentine
Le Trofeo de Campeones de la Liga Profesional est une coupe nationale officielle de football d'Argentine organisée par la Fédération argentine de football (AFA). Programmée en clôture de la saison et disputé sur un match simple, elle oppose le champion de Primera División au vainqueur de la Coupe de la Ligue professionnelle.
La compétition est la successeure du Trofeo de Campeones de la Superliga Argentina (es) qui n'a été joué qu'une seule fois.
Le tenant en titre est le Club Estudiantes de La Plata, qui a remporté l’édition 2024.
Le Trofeo de Campeones ne doit pas être confondu avec la Supercoupe d'Argentine programmée en ouverture de saison, qui oppose le champion de Primera División au vainqueur de la Coupe d'Argentine.

## Histoire
La première édition devait avoir lieu en 2020 mais n'a pas été disputée en raison de la pandémie de COVID-19. 
Le premier Trofeo de Campeones a donc été disputé pour la première fois en 2021 avec une victoire de River Plate face à Colón.
En octobre 2022, l'AFA décide que le trophée 2020 reportée aurait lieu le 1er mars 2023. Étant donnée que Boca Juniors a remporté en 2020 à la fois la Primera División et la Coupe de la Ligue, son adversaire sera déterminé à la suite d'une demi-finale opposant River Plate à Banfield (deuxième de chaque compétition) le 22 février 2023,. La rencontre est remportée par River Plate (3-2) mais la finale n'a pas eu lieu à ce jour.

## Palmarès

### Palmarès par édition
Légende
- PD : Champion de Primera División.
- CLP : Vainqueur de la Coupe de la Ligue professionnelle.
- TO : Vainqueur du Tournoi d'Ouverture de la Primera División.
- TC : Vainqueur du Tournoi de Clôture de la Primera División.
- VC : Vice-champion de la Primera División (présent si le même club remporte le championnat et la Coupe de la Ligue ou même le Tournoi d'Ouverture et le Tournoi de Clôture).

| Année | Vainqueur                     | Score | Vainqueur               | Lieu de la finale                                         |
| ----- | ----------------------------- | ----- | ----------------------- | --------------------------------------------------------- |
| 2020  | non disputée                  | -     | non disputée            | Stade Mario Alberto Kempes, Córdoba                       |
| 2021  | River Plate (PD)              | 4-0   | CA Colón (CLP)          | Stade Único Madre de Ciudades, Santiago del Estero        |
| 2022  | Racing Club (VC)              | 3-1   | Boca Juniors (PD) (CLP) | Estadio Único de Villa Mercedes (es), Villa Mercedes (es) |
| 2023  | River Plate (PD)              | 3-0   | Rosario Central (CLP)   | Stade Único Madre de Ciudades, Santiago del Estero        |
| 2024  | Estudiantes de La Plata (CLP) | 3-0   | Vélez Sarsfield (PD)    | Stade Único Madre de Ciudades, Santiago del Estero        |

### Palmarès par club
| Club            | Victoires | Finaliste | Années gagnantes | Années finaliste |
| --------------- | --------- | --------- | ---------------- | ---------------- |
| River Plate     | 2         | -         | 2021, 2023       | –                |
| Racing Club     | 1         | -         | 2022             | –                |
| CA Colón        | –         | 1         | –                | 2021             |
| Boca Juniors    | –         | 1         | –                | 2022             |
| Rosario Central | –         | 1         | –                | 2023             |